# Diadegma nigriscapus
Diadegma nigriscapus är en stekelart som beskrevs av Horstmann 1980. Diadegma nigriscapus ingår i släktet Diadegma och familjen brokparasitsteklar. Inga underarter finns listade i Catalogue of Life.